# Mother-of-Pearl Moon
Mother-of-Pearl Moon è il quattordicesimo album di inediti del gruppo musicale inglese And Also the Trees, pubblicato nel 2024.

## Tracce
1. Intro
2. The whaler
3. Town square
4. Mother-of-pearl moon
5. This path through the meadow
6. Valdrada
7. No mountains, no horizon
8. Visions of a stray
9. Field after field
10. Ypsilon
11. Away from me